# Relações entre Egito e Iraque
As relações entre Egito e Iraque referem-se as relações exteriores entre o Egito e o Iraque. As relações do Iraque com o mundo árabe têm sido extremamente variadas e, no que diz respeito a relação entre o Iraque e o Egito, esta se deteriorou em 1977 quando as duas nações romperam relações entre si, após os acordos de paz do Egito com Israel. Em 1978, Bagdá recebeu uma cúpula da Liga Árabe que condenou e ostracizou o Egito por aceitar os Acordos de Camp David. No entanto, o forte apoio material e diplomático do Egito ao Iraque na guerra deste último com o Irã conduziria a relações mais calorosas e a numerosos contatos entre altos oficiais, apesar da ausência contínua de representação a nível de embaixadores. A partir de 1983, o Iraque solicita repetidamente a restauração do "papel natural" do Egito entre os países árabes. Em janeiro de 1984, o Iraque liderou com êxito esforços árabes dentro da Organização para a Cooperação Islâmica para restaurar a adesão do Egito. No entanto, as relações Egito-Iraque seriam rompidas em 1990, depois que o Egito se juntou à coalizão da ONU que forçou o Iraque a sair do Kuwait. As relações têm melhorado constantemente nos últimos anos e o Egito é agora um dos principais parceiros comerciais do Iraque (anteriormente no âmbito do Programa Petróleo por Alimentos).